# Flávio Paixão
Flávio Emanuel Lopes Paixão [flávio pajšau] (* 19. září 1984) je portugalský fotbalový útočník, momentálně hrající za klub Lechia Gdańsk. Mimo Portugalsko působil na klubové úrovni ve Španělsku, Skotsku, Íránu a Polsku.
Jeho bratrem-dvojčetem je útočník Marco Paixão, se kterým nastupoval ve skotském Hamiltonu a polských klubech Śląsk Wrocław a Lechia Gdańsk.